# Thomas Fortescue (1er baron Clermont)
Thomas Fortescue, 1er baron Clermont (9 mars 1815-29 juillet 1887) de Ravensdale Park dans le comté de Louth, en Irlande, est un homme politique irlandais Whig et est l'historien de l'ancienne famille Fortescue originaire du Devonshire.

## Jeunesse
Il est né le 9 mars 1815, fils de Chichester Fortescue (1777–1826) de Dromisken, comté de Louth, Irlande, et de son épouse Martha Angel Hobson, fille de Samuel Meade Hobson de Muchridge House, comté de Cork, Irlande, avocat. Son jeune frère est Chichester Parkinson-Fortescue (1er baron Carlingford) (1823-1898). Il est un descendant de Chichester Fortescue de Dromisken, dont le frère William Fortescue est le grand-père de William Fortescue (1er comte de Clermont) (1722-1806).

## Carrière
Il fait ses études à Exeter College, Oxford. En 1833, il hérite de Ravensdale Park, comté de Louth, à la mort d'Henry James Goodricke, 7e baronnet, fils d'Henry Goodricke, 6e baronnet et de sa femme Charlotte Fortescue, sœur du 1er comte de Clermont. Il sert comme haut shérif de Louth en 1839. En 1840, il est élu au parlement comme l'un des deux représentants du comté de Louth, siège qu'il occupe jusqu'en 1841. En 1852, il est élevé à la Pairie d'Irlande en tant que baron Clermont, de Dromisken dans le comté de Louth, une renaissance des titres de Clermont éteints détenus par son parent. La pairie est créée avec un reste spécial à son jeune frère Chichester Fortescue. En 1866, il est également créé baron de Clermont, de Clermont Park dans le comté de Louth, dans la pairie du Royaume-Uni, ce qui lui donne droit à un siège à la Chambre des lords mais sans reste spécial.

## Vie privée
En 1840, il épouse Louisa Grace Butler, fille de James Butler (1er marquis d'Ormonde), mais le mariage est sans enfant. Elle survit à son mari et est décédée à Ravensdale Park en novembre 1896, âgée de 80 ans.
Il meurt sans enfant à Ravensdale Park en juillet 1887, à l'âge de 72 ans. Sa pairie britannique s'éteint à sa mort, mais il est remplacé dans la pairie irlandaise, conformément au reste spécial, par son frère Chichester Parkinson-Fortescue (1er baron Carlingford), qui en 1874 est élevé à la pairie du Royaume-Uni à part entière en tant que baron Carlingford.

## Histoire de la famille de Fortescue
Lord Clermont écrit l'histoire définitive de l'ancienne famille Fortescue, intitulée History of the Family of Fortescue in all its Branches, Londres, 1869; 2e édition Londres, 1880. Il produit un supplément en 1885 contenant de nouvelles informations à la suite de sa découverte de deux chartes Fortescue du 13e siècle dans la bibliothèque d'Eton College .